# Mundra
Mundra (románul: Mândra, németül: Maindre vagy Kladendorf) falu Romániában, Erdélyben, Brassó megyében.

## Fekvése
Fogarastól hét kilométerre délkeletre, az épülő A3-as autópálya mellett fekszik.

## Nevének eredete
Neve a román mândra ('szép') szóból való. 1400-ban Mondra, 1520-ban Mundra, 1637-ben Mandra alakban írták.

## Története
A hagyomány szerint eredetileg egy kavicsteraszon feküdt és csak később húzódott le a szélvédett patakvölgybe. 1632-ben 36 jobbágycsalád lakta, közülük négy családfő volt pásztor, három halász és két vadőr, ugyanis a Rákóczi-család vadaskertet tartott fenn határában. Élt még itt két boér és két pap, nyolc háza pedig pusztán állt. Ioan Mondrai, alias Literati (utóbbi neve arra utal, hogy Moldvában fejedelmi titkári címet viselt) 1656-ban erdélyi nemességet kapott II. Rákóczi Györgytől, régi mundrai boérsége mellé. 1722-ben 115 boért és 80 jobbágyot írtak össze benne. Boéri (félnemesi) falunak számított és Fogaras vidékéhez, majd Fogaras vármegyéhez tartozott. A szász universitas 1848. május 15-én Fogaras vidékétől és a Guberniumtól kért segítséget, mert a mundrai nemesek irtani kezdték a Dumbrava vagy Magura határrészben lévő tölgyest. 24-én Jakab György vidéki vicekapitány vezetésével fegyveresek szálltak ki a faluba. Nyikolaj von Engelhardt tizenkétezres hadteste 1849. július 11-én itt támadta meg a Fogarast védő hétfalusi honvédzászlóalj balszárnyát, amelyet Vida Dániel vezetett. Az oroszok csatát nyertek, amelynek a magyar oldalon ötven-hatvan halálos áldozata volt. A mundraiak még a 19. század második felében is kétnyomásos földművelést folytattak.
1850-ben 1012 lakosából 1010 volt román nemzetiségű; valamennyien ortodox vallásúak.
2002-ben 1147 lakosából 1121 volt román, 19 cigány és 7 magyar nemzetiségű; 1104 ortodox vallású.

## Látnivalók
- A falutól északra, az Olt közelében tőzegláp.
- A falu ortodox temploma 1779-ben épült, belsejét 1821-ben festették ki.
- Népi textilek múzeuma.[6]

## Híres emberek
- Itt született 1906-ban Horia Sima, a Vasgárda parancsnoka.

## Képek

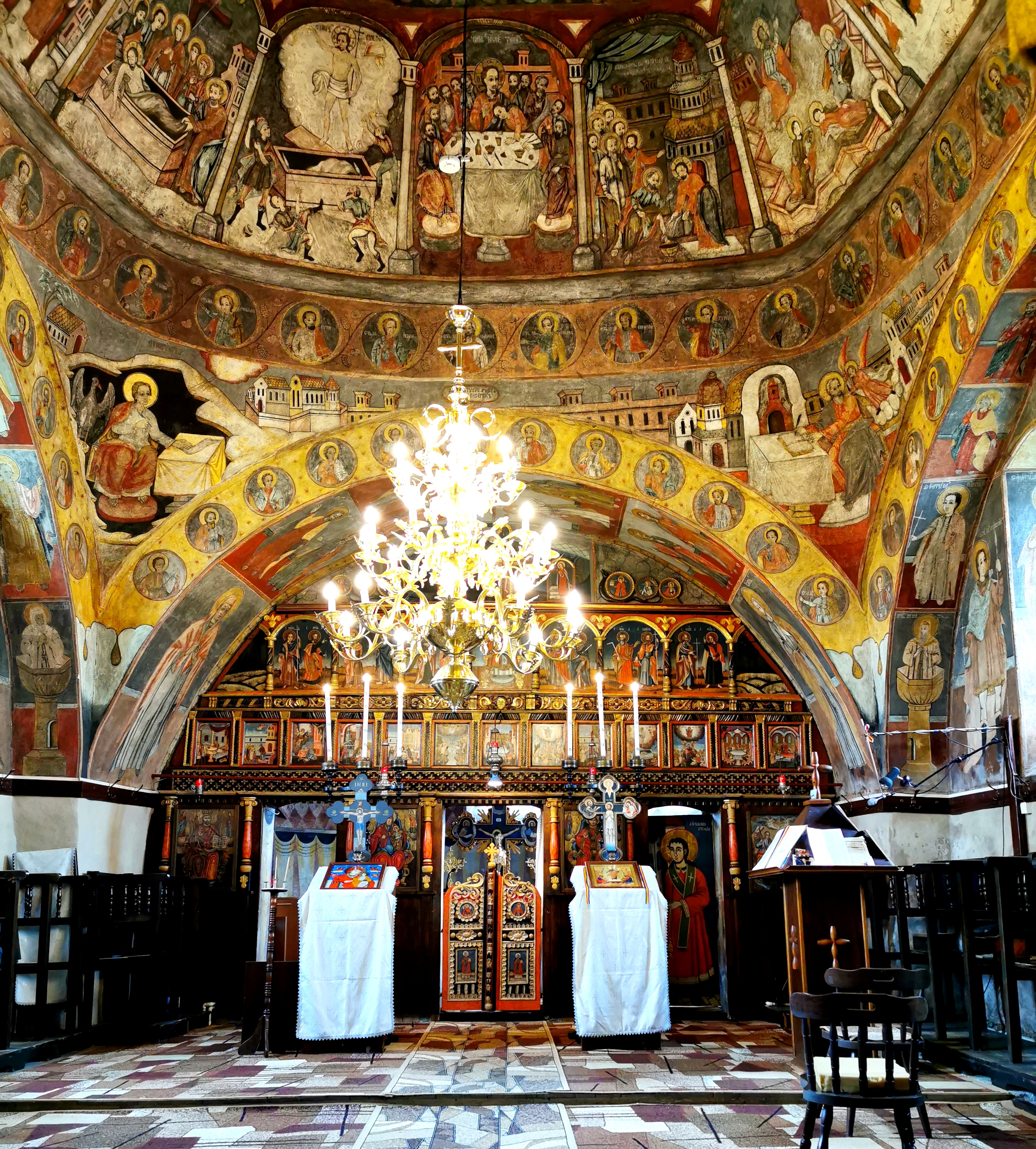
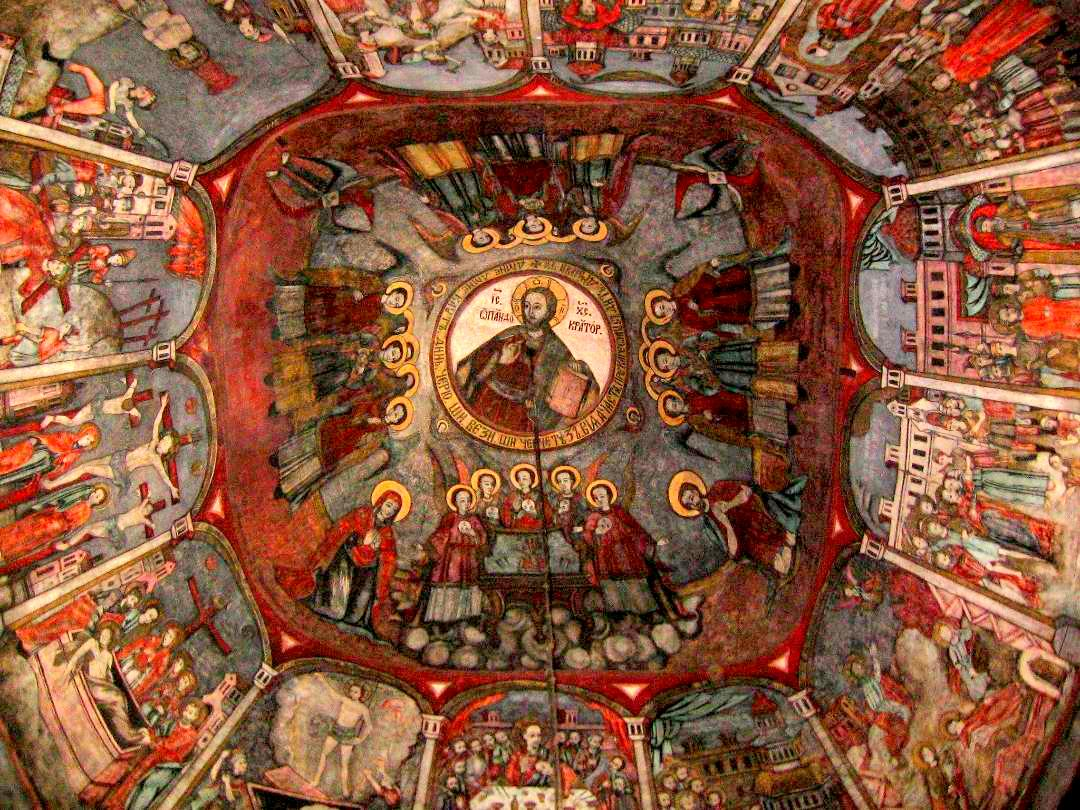